# Chủ nghĩa Thatcher
Chủ nghĩa Thatcher (tiếng Anh: Thatcherism) là chính sách kinh tế của Thủ tướng Anh Margaret Thatcher. Đây là chính sách hạn chế phúc lợi xã hội và quyền lực của công đoàn. Tư tưởng cốt lõi của Thatcher là sự cạnh tranh, các doanh nghiệp tư nhân, tiết kiệm và tự lực cánh sinh đã hình thành nên Chủ nghĩa Thatcher.
Nó cũng đã được sử dụng để mô tả các nguyên tắc của chính phủ Anh dưới thời Thatcher là Thủ tướng từ năm 1979 đến năm 1990 và xa hơn là vào chính phủ của John Major và David Cameron. Một cách cắt nghĩa Chủ nghĩa Thatcher được coi là một "Thatcherite". Chủ nghĩa Thatcher đại diện cho một sự từ chối có hệ thống, quyết đoán và đảo ngược sự đồng thuận sau chiến tranh, theo đó các Đảng chính trị lớn đã nhất trí về các chủ đề trung tâm của Keynes, nhà nước phúc lợi, công nghiệp quốc gia hóa và quy định chặt chẽ của nền kinh tế Anh. Có một ngoại lệ lớn, NHS, được phổ biến rộng rãi. Năm 1982, bà hứa với người dân Anh rằng NHS "an toàn trong tay chúng tôi". 